# Smrekovica (szczyt w Branisku)
Smrekovica – najwyższy szczyt gór Branisko we wschodniej Słowacji. Wysokość – 1200 m n.p.m.
Na Smrekovicę najłatwiej się dostać idąc niebieskim szlakiem z przełęczy Branisko, przez którą przechodzi stara szosa z Popradu do Preszowa. Przed przełęczą Smrekovica odchodzi na szczyt boczny szlak oznaczony trójkątami. Z przełęczy Branisko około 2 godziny drogi. Od północy prowadzi na szczyt żółty szlak z wioski Vyšný Slavkov.